# Горгира
Горги́ра (др.-греч. Γοργύρα) — в греческой мифологии речная нимфа, наяда, предполагаемая мать демона подземного мира Аскалафа.

## Мифология
Горгира — одна из трёх нимф Авернского озера. Среди прочих называются Орфна и Стикс. По легенде, какая-то из них является матерью Аскалафа, известного как демон подземного мира и садовник Аида. Вероятнее всего, он родился от Горгиры или Орфны, а зачат был речным богом Ахероном.
Горгира — это героиня, которая обрела широкую известность благодаря своему сыну Аскалафу. Он стал единственным свидетелем проступка Персефоны, богини плодородия. Последняя, бродя по просторам подземелья, сорвала с кривой ветки гранатовое яблоко, «пищу мёртвых» в греческой мифологии, и отведала его зёрен. Тем самым она дала брачную клятву Аиду. Аскалаф рассказал об увиденном, и теперь никто, даже сам Зевс, уже не мог этой клятвы полностью отменить. По другой версии, Аскалаф сам подсказал Аиду (Плутону) способ удержания Персефоны в подземном царстве с помощью поедания зёрен граната. Разгневанная Деметра, мать Персефоны, превратила Аксалафа за его длинный язык в сову.
Существует и иной вариант этого мифа. Согласно ему, Деметра в ярости от поступка Аскалафа сначала бросила его в яму и задвинута её огромной скалой. Впоследствии Геракл, спустившийся в Аид за Цербером, отодвинул эту скалу и освободил Аскалафа. Но Деметра не забыла предательства. Недолго думая, она превратила Аскалафа в филина.
По версии Овидия, матерью Аскалафа является Орфна, и поэтому некоторые исследователи считают Орфну и Горгиру одной и той же нимфой.